# 工業所有權
工業所有權（英語：industrial rights）又稱知識所有權，係指產業上對於不具備有體性之利益的排他性支配權，與著作權同屬無體財產權，通常不僅限於工業，亦包括農業、採收等。在英國法概念上指專利權、實用新案權、商標權、新型設計權四種，但於保护工业产权巴黎公约中則不侷限於前述4種，並包括商標、商號、原產地標示、原產地名稱及防止不當競爭等相關制度。